# Euprosthenops australis
Euprosthenops australis là một loài nhện trong họ Pisauridae.
Loài này thuộc chi Euprosthenops. Euprosthenops australis được Eugène Simon miêu tả năm 1898.